# 捷運車站

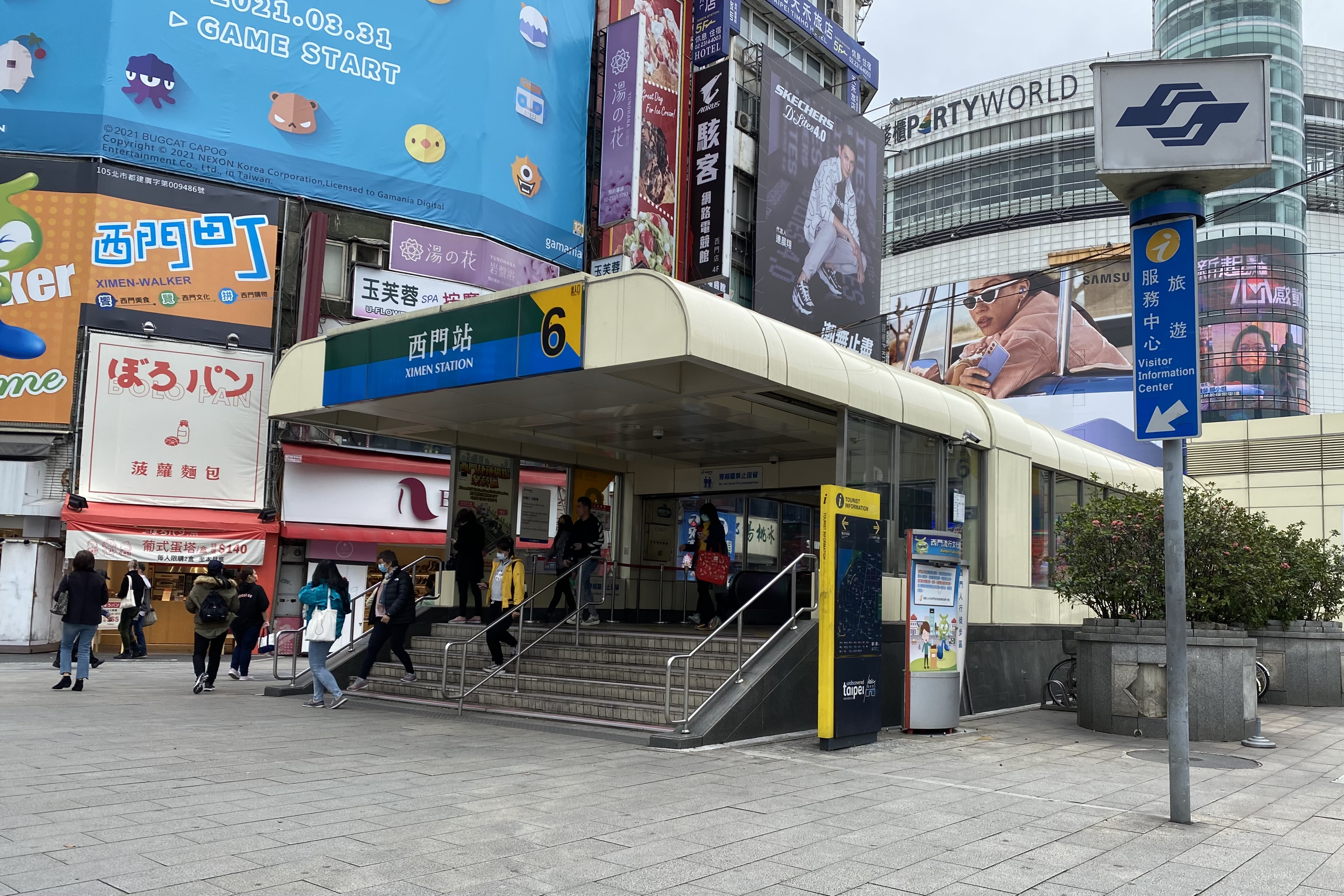
臺北市西門町的西門站

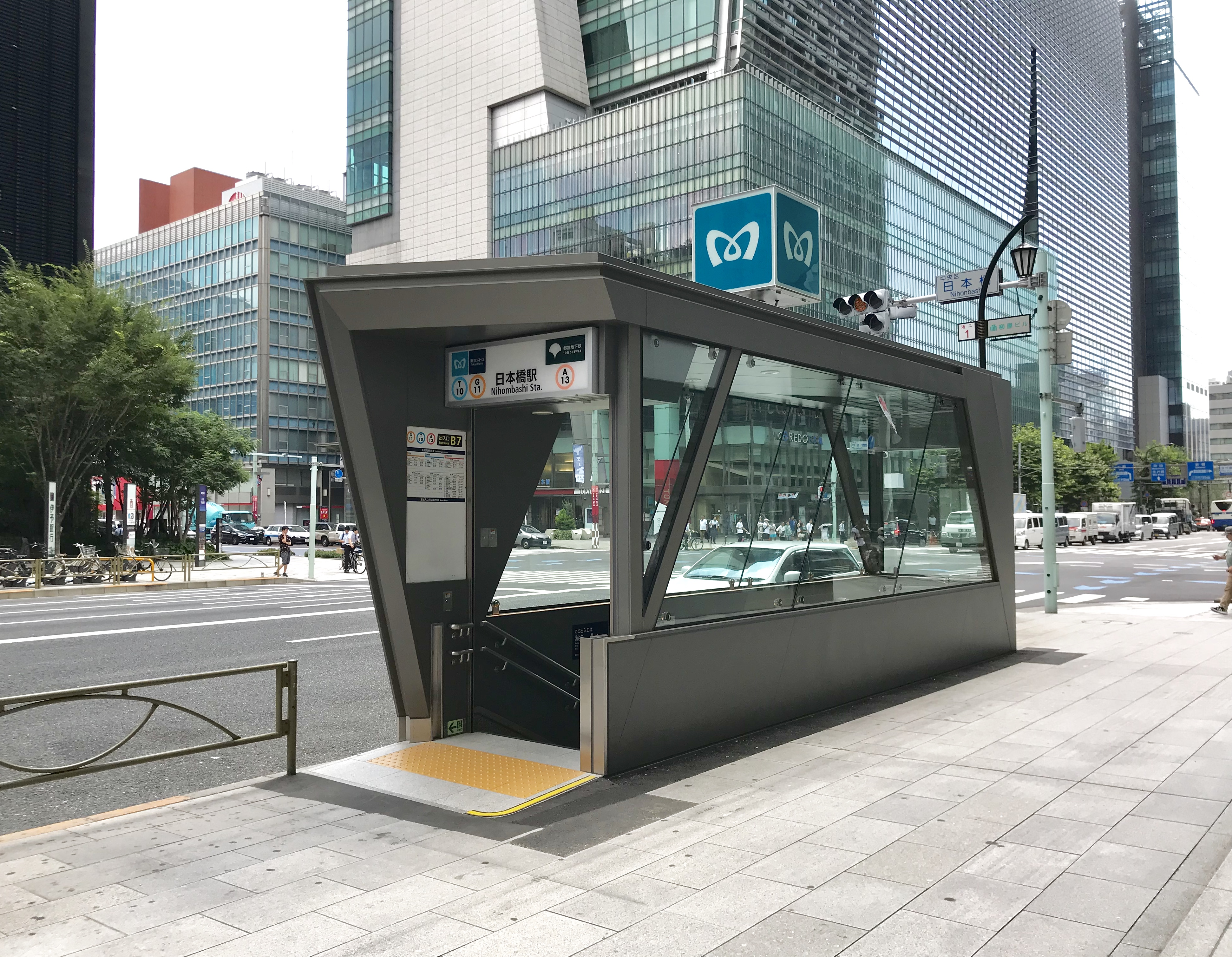
東京日本橋站B7出入口

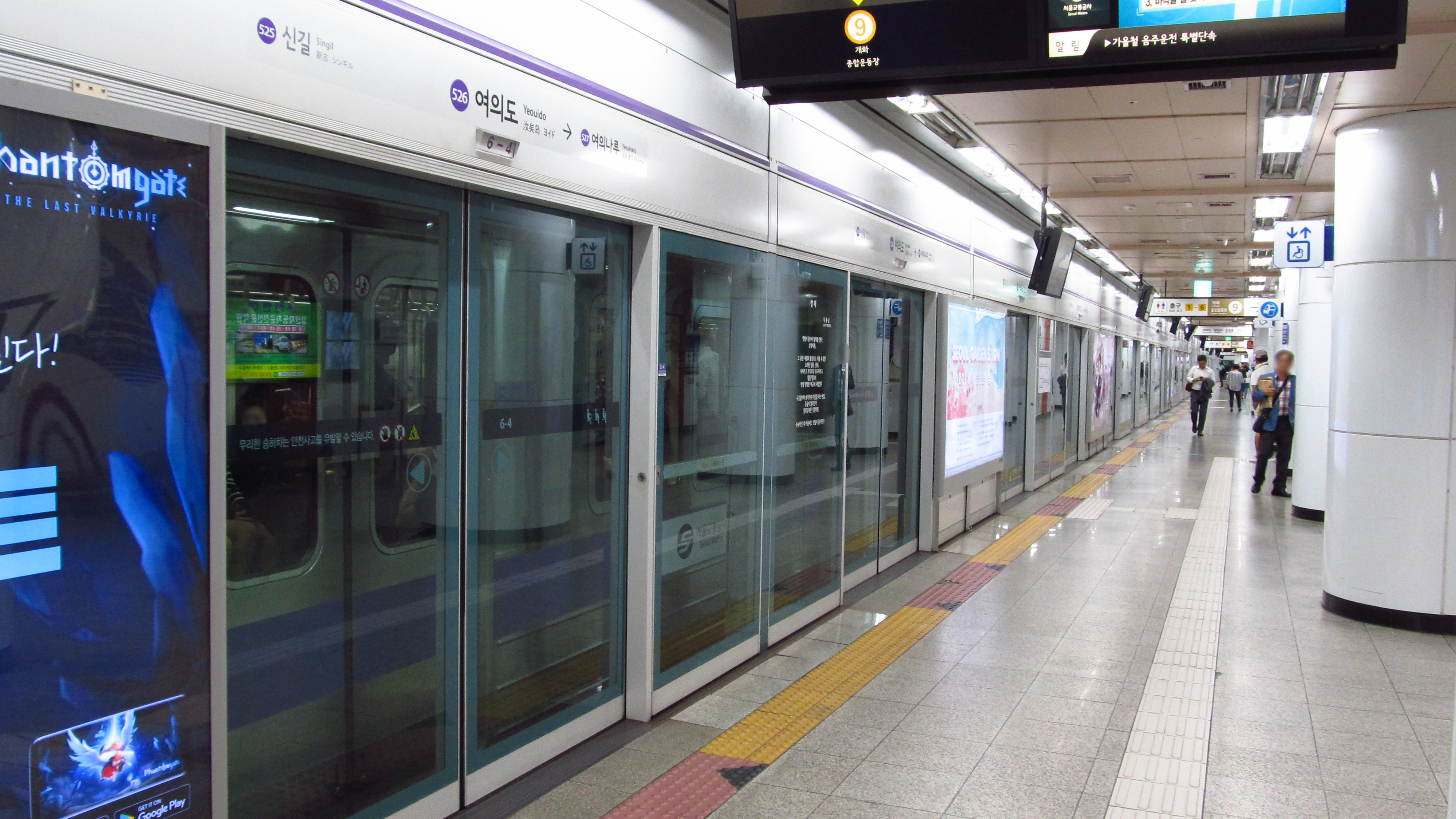
韓國首爾地下鐵汝矣島站5號線月台

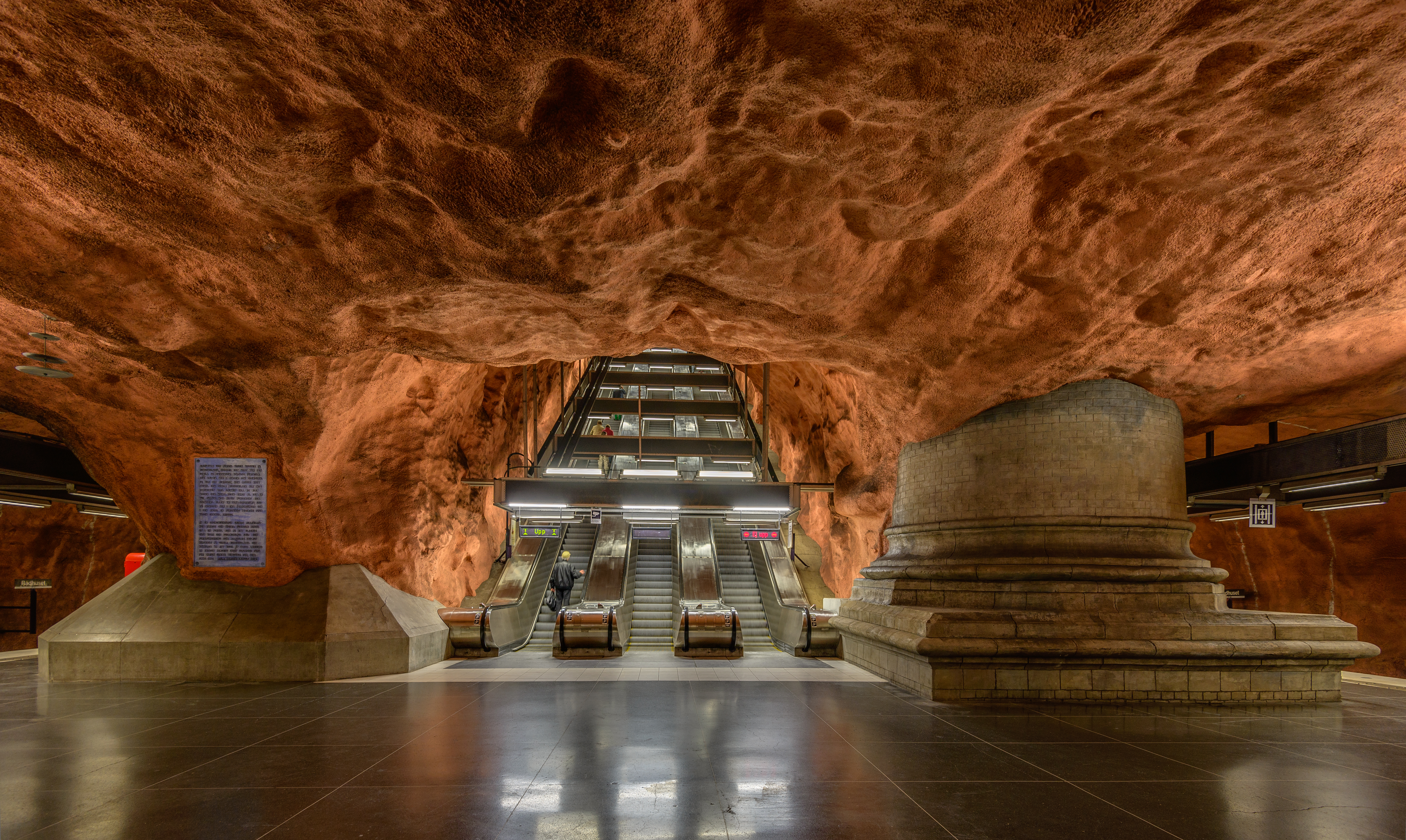
瑞典斯德哥尔摩地铁Rådhuset站

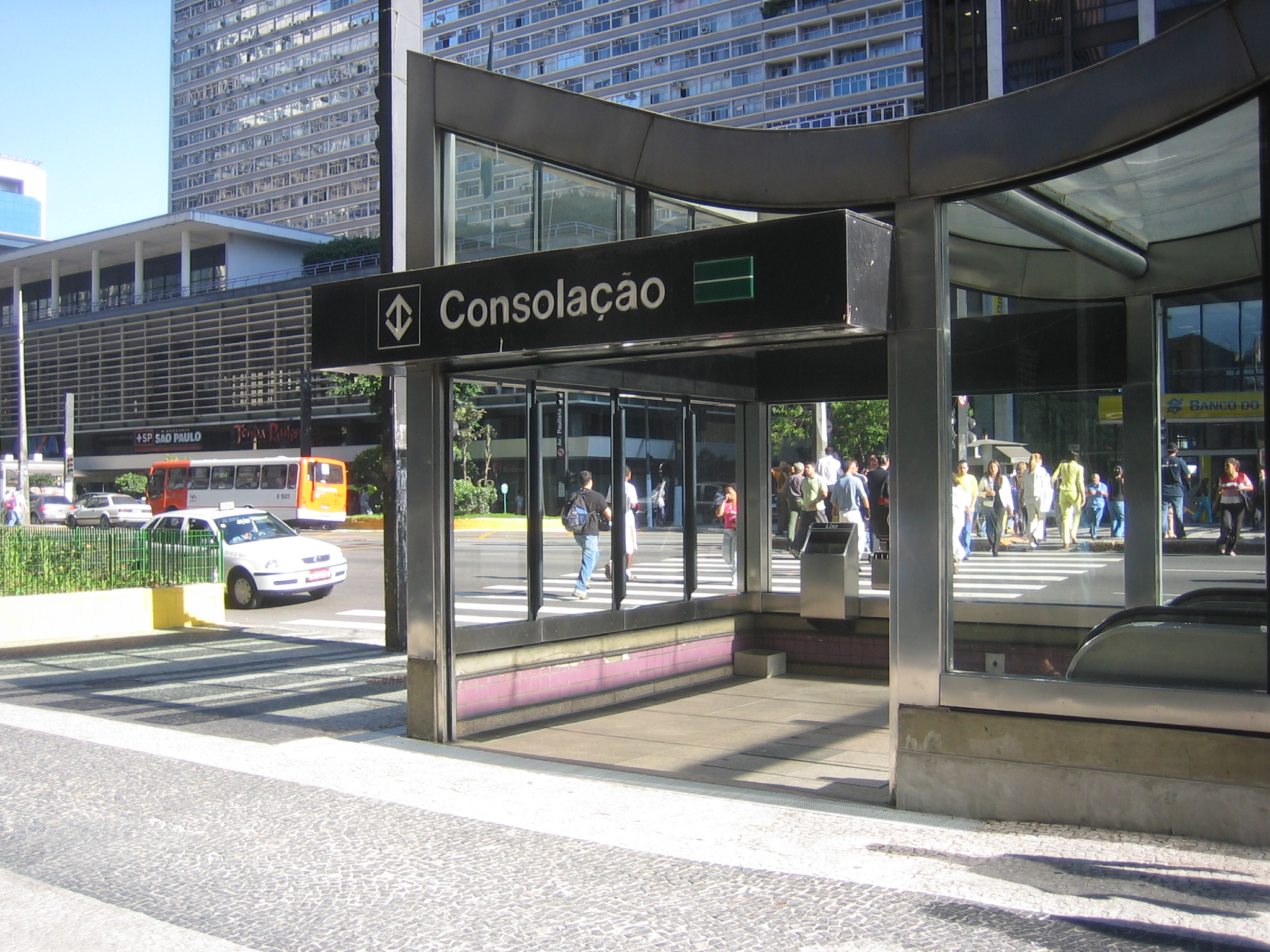
巴西聖保羅地鐵

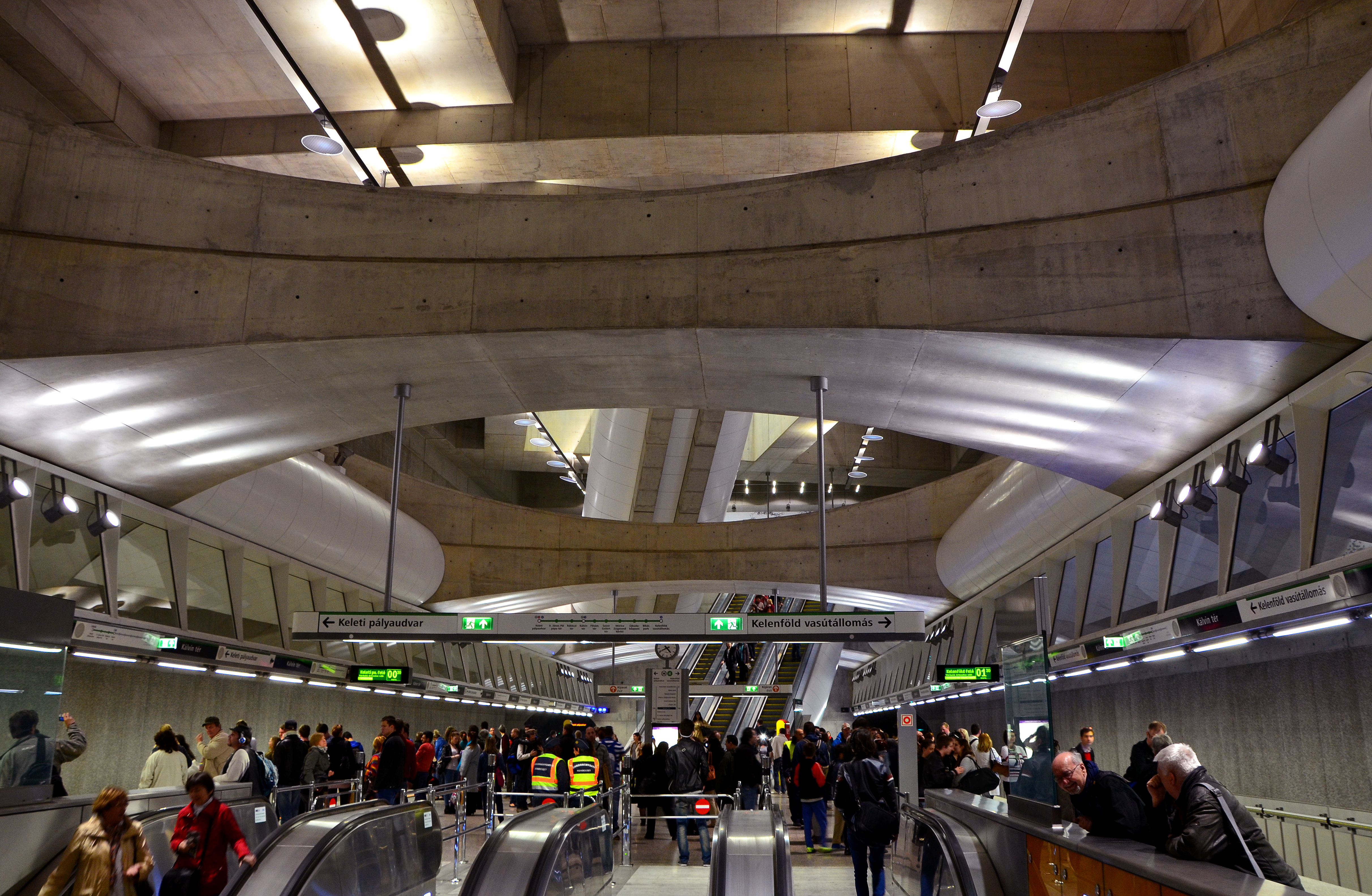
匈牙利布達佩斯的布達佩斯地鐵4號線

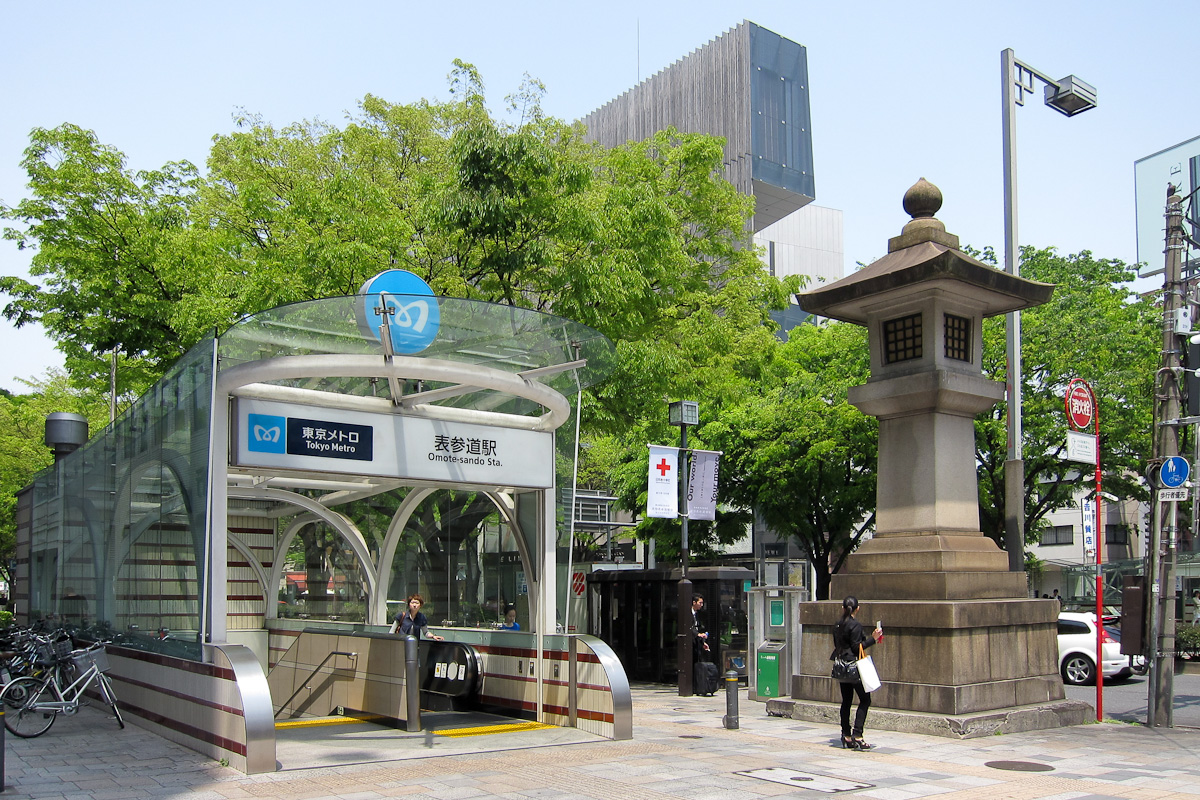
東京地下鐵表參道站B4出入口

地铁站，在台湾也称作捷运站，為屬於城市軌道交通系統（如：捷運、地铁、轻轨运输系统、单轨铁路及中低速磁悬浮等）的鐵路車站。地铁站为乘客提供购票、乘车等服务，在紧急情况可用作紧急疏散系统。此外，得益于日益先进的技术设备及大部分城市轨道交通线路都为独立路权，地铁站在许多情况下已经能够完全自动化地管理城市轨道交通列车。
在城市的公共交通网络中，地铁站往往具有交通枢纽功能，成为集结各类交通线路的综合换乘点，可供换乘其他轨道交通线路或其他交通工具。

## 选址
地铁站的选址通常经过精心规划，方便人们前往重要的城市设施，如周边街道、商业中心、主要建筑物和交通枢纽。
大多数地铁站都位于地下，有通往地面或街道的出入口。大部分车站通常建设于道路或公园预留的土地下，将车站置于地下可以减少车站所占用的地面空间，使车辆和行人的活动范围不被车站影响。这一点在修建位于高密度城区的车站时尤为重要，因为那里的地面空间非常有限。地铁站的建设及运营不能影响该区域的已存在的城市轨道交通线路及其他交通工具的正常运行，因此会与周围建筑上下交错开。
有时，取决于地铁轨道的高度，地铁站可以采用高架布置，也可以直接建设在地面上。这种车站在运营时对周边环境、视野和经济的影响比地下站更大。规划者通常会在城市密度低的地方修建地面线路或高架线路，这样可以以更低的成本进一步扩大地铁线网。地铁最常用于人口众多的城市。 地铁有时也会利用原先存在的地面铁路走廊，将其改造为城市轨道交通的一部分。

## 设施
地鐵站於地面層的入口常標有該系統公司的標識及該站的概要營運資訊。一座地鐵站通常會設有多個出入口，使街道各側的行人免於穿越馬路即可進入車站。某些情況下，無論地下車站或高架車站均常可供行人過街之用。
街道、站厅和地铁站台之间一般以楼梯、隧道或人行天桥、站厅、自动扶梯、电梯相连接。地铁车站在设计及运营时尽量会优化乘车流线以减少过度拥挤，有些连接通道会被规定为单向通道，有时也会布设永久或临时的围栏来隔开人流。一些地铁站的出入口甚至会直接连接周邊的建築物或地下商店街。一些城市的地铁站出于安全原因考虑，会在出入口通道或站厅内设置安全检查以确保乘客没有携带违禁物品进站，一些地铁站的安检区可能会和周边的其他建筑互认。
- 北京地铁宣武门站H出入口，地铁徽标旁标明了车站名称及途经线路
- 上海地铁江川路站，人行天桥连接了车站与地面
- 港鐵尖東站，跨幅較大的站會設有電動平面步道
- 广州塔一层平台连接至广州地铁广州塔站的通道

地铁站通常有售票和验票系统。车站分为与地面相连的非付费区和与站台相连的付费区。检票口让持有有效车票的乘客在这些区域之间通行。检票闸门一般采用检测接触式或非接触式票卡的自动闸机 ，一些城市的闸机也安装二维码扫描器以便支持手机移动支付。一些小型地铁系统不设付费区，仅在列车车厢里安排工作人员查票。
- 港鐵車站大堂的自動售票機
- 广州地铁站厅的出站闸机，带有二维码扫描及刷脸过闸功能

大多数国家或地区的身障人士相关法规规定，身障人士应能在没有协助的情况下使用地铁。多数地铁站有安装导盲砖、斜坡、电梯和轮椅升降台等无障碍设施来解决这类问题，其中以电梯最为普遍。一般来说，电梯会将乘客从地面层运送至站厅非付费区，然后将乘客从站厅付费区运送至地铁站台。此外，地铁站对紧急情况的疏散设施也有严格的要求，备用照明、紧急出口和报警系统都要安装和维护。当隧道中列车发生事故或出现袭击事件时，车站也是逃生至地面的必经之路之一。
- 臺北捷運大堂的闊閘機，給身障人士、携带大件行李者及其他有需要人士使用
- 北京地铁动物园站地面层电梯亭，连接街道至站厅
- 北京地铁首经贸站付费区内电梯及导盲砖，连接站厅及各线路站台

一些地铁站可能会提供额外的设施，如厕所、问讯处、自動體外心臟去顫器、电话亭、自动售货机、自动取款机、商铺和警察局等。根据当地的法律法规，不同城市的地铁站提供的设施各不相同，例如北京地铁曾因为安全原因禁止在车站内开设商铺，而港铁和上海地铁等系统则一直允许在车站站厅或通道内修建商铺。
地铁站的一些区域不对乘客开放，这些区域通常要么是已经废弃或预留的建筑结构，要么就是车站中的运营设施，如：车站控制室、值班室、供电设备和储藏室等。
建造于地下的地铁站，与室外环境通风较差，会在车站的地面位置修建风亭以与室外通风换气。拥有空调系统的地铁站会在地面修建冷却塔，冷却塔可排出空调系统的热气、降低温度，保证空调系统正常工作。

## 站台
站台是供乘客上下城市轨道交通列车的平台，大部分情况下不与站厅在同一楼层（但也有例外）。站台的长度由该线路的列车编组所决定，考虑到列车停车位置的误差以及站务、司机确定信号的需要，站台还会预留一段误差距离。站台的宽度一般由该车站高峰断面客流以及站台上楼梯、自动扶梯和立柱的宽度及数量决定。不同于其他铁路车站，地铁站一般采用与车厢地面等高的高站台，考虑到列车满载时的下沉量，站台高度一般低于车厢地板50-100毫米，以确保乘客快速乘降。

### 布局类型
普通地铁站较为常见的站台布局为岛式站台和侧式站台，也有一些地铁站使用两侧夹一岛布局的西班牙式站台，使上车和下车的客流相分离，从而增加通勤效率、缓解拥挤。在拥有多个岛式站台的地铁站，有时两条不同的线路会位于岛式站台的两侧，构成同台换乘站。一些地铁站的车站建设腹地不足，为节省空间，会将两个方向的站台设在上下两层，这种站台布局称作侧式叠式站台。某些不再规划延伸线路的终点站会设供列车原地换向的港湾式站台。
|  |  |  |  |  |

|  |  |  |  |  |

|  |  |

|  |  |  |  |  |

|  |  |  |  |  |

|  |  |  |  |  |

|  |  |  |  |  |

|  |  |

|  |  |  |  |  |

|  |  |  |  |  |

|  |  |  |  |  |

|  |  |  |  |  |

|  |  |

|  |  |  |  |  |

|  |  |  |  |  |

|  |  |  |  |  |

|  |  |  |  |  |

|  |  |

|  |  |  |  |  |

|  |  |  |  |  |

|  |  |  |

|  |  |  |  |  |

|  |  |  |

|  |  |  |

|  |  |  |  |  |

|  |  |  |

|  |  |  |

|  |  |  |  |  |

|  |  |  |

|  |  |  |

|  |  |  |  |  |

|  |  |  |

|  |  |  |

|  |  |  |  |  |

|  |  |  |

|  |  |  |

|  |  |  |  |  |

|  |  |  |

|  |  |  |

|  |  |  |  |  |

|  |  |  |

|  |  |  |

|  |  |  |  |  |

|  |  |  |

|  |  |  |  |  |

|  |  |  |  |  |

|  |  |

|  |  |  |  |  |

|  |  |  |  |  |

|  |  |  |  |  |

|  |  |  |  |  |

|  |  |

|  |  |  |  |  |

|  |  |  |  |  |

|  |  |  |  |  |

|  |  |  |  |  |

|  |  |

|  |  |  |  |  |

|  |  |  |  |  |

|  |  |  |  |  |

|  |  |  |  |  |

|  |  |

|  |  |  |  |  |

|  |  |  |  |  |

|  |  |  |  |  |

|  |  |

|  |  |  |  |  |

|  |  |

|  |  |

|  |  |  |  |  |

|  |  |

|  |  |  |  |  |

|  |  |  |  |  |

|  |  |

|  |  |  |  |  |

|  |  |

|  |  |

|  |  |  |  |  |

|  |  |

|  |  |  |  |  |

|  |  |  |  |  |

|  |  |

|  |  |  |  |  |

|  |  |

|  |  |

|  |  |  |  |  |

|  |  |

|  |  |  |  |  |

|  |  |  |  |  |

|  |  |

|  |  |  |  |  |

|  |  |

|  |  |

|  |  |  |  |  |

|  |  |

|  |  |  |  |  |

|  |  |  |  |  |

|  |  |  |  |  |

|  |  |  |  |  |

|  |  |  |  |  |

|  |  |  |  |  |

|  |  |  |  |  |

|  |  |  |  |  |

|  |  |  |  |  |

### 附属设施
站台上一般会设有长椅、时钟、车站信息图、时刻表、线路图和导盲砖等便利乘客候车的设施，部分不密闭的高架站台会设带有空调的密闭候车室。不设屏蔽门系统的站台会在边缘处涂上一条警示线，提醒乘客在候车时不要超越此线，以避免坠落至轨行区。一些地铁站的站台会提供乘客信息系统，以广播或图像显示的方式告知乘客下班列车的到达时间、车次类别等信息。有些站台会设置紧急停车按钮。
- 臺北捷運中山站，挑高月台可減低壓迫感
- 无锡地铁西漳站站台上的空调候车室
- 港鐵新式班次及天氣資訊屏

### 屏蔽门系统

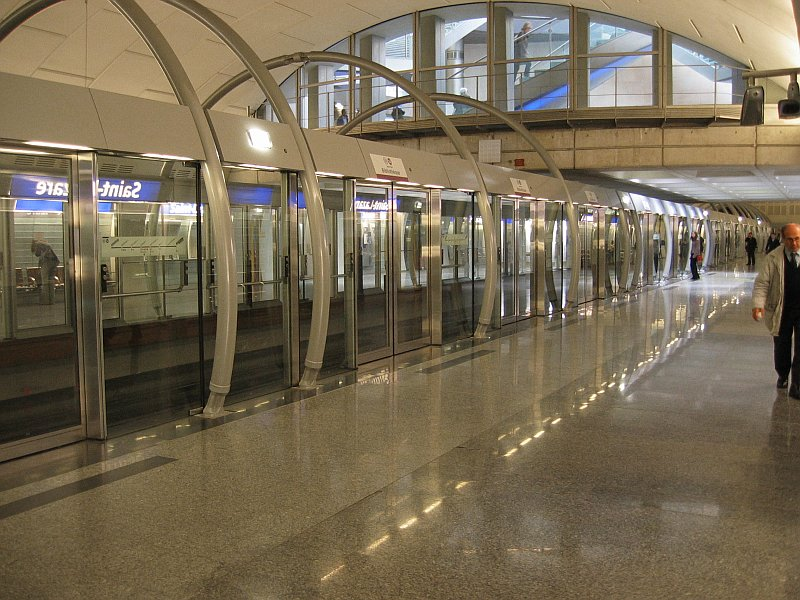
法國巴黎地鐵14號線，設有月台幕門

在某些地鐵路線的車站，尤其是用ATO運行列車者，其月台通常設有月台幕門。这些门就像电梯门一样，只有当列车停下来时才会打开，不僅能防止乘客跳軌自殺或發生意外，還能防止月台冷氣流失。屏蔽门系统增加了车站的成本和复杂性，列车进站速度会受到影响，以便列车停止时能够准确地与屏蔽门对齐。

## 换乘车站

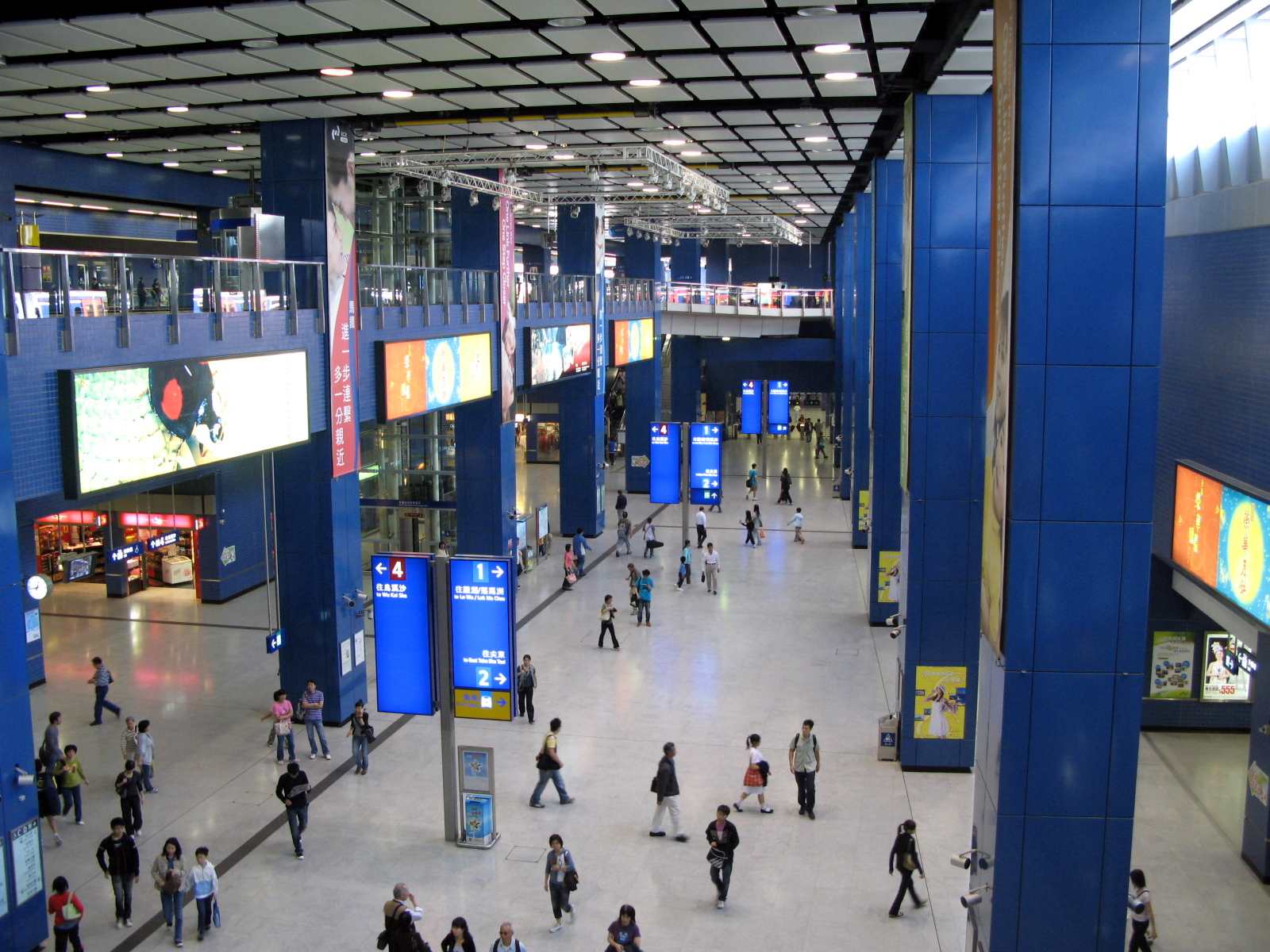
港鐵大圍站大堂的通道，可用作轉乘其他月台的列車

有些地铁站是换乘站，可供乘客在不离开车站付费区及不另行购买车票的情况下，换乘其他城市轨道交通线路或其他交通工具。换乘站的站台一般有很多层。换乘站可以比普通车站容纳更多的乘客，有更多的连接通道和更大的站厅，以减少步行时间和控制人流。

## 施工方法
修建位于地下的地铁站时，由于施工条件受到地面建筑物、道路、城市交通、水文地质、环境保护、施工机具以及资金条件等因素的影响较大，因此各自所采用的施工方法也不尽相同。最简单的施工方法是先在地面挖掘沟渠，在沟渠内建造车站结构后回填的明挖回填法。在遇到穿越公路或建筑而交通不能中断时，一般会采用开挖隧道至一定深度后，再将顶部洞口封闭的盖挖法。在特定条件下，也可以不挖开地面，全部在地下开挖和修筑衬砌结构，这种方法称为暗挖法。亦有采用隧道掘进机进行钻挖的盾构法等。施工方法的选择应根据工程的性质、规模、地质和水文条件、以及地面和地下障碍物、施工设备、环保和工期要求等因素，经全面的技术经济比较后确定。

## 建设类型

### 浅层列柱车站

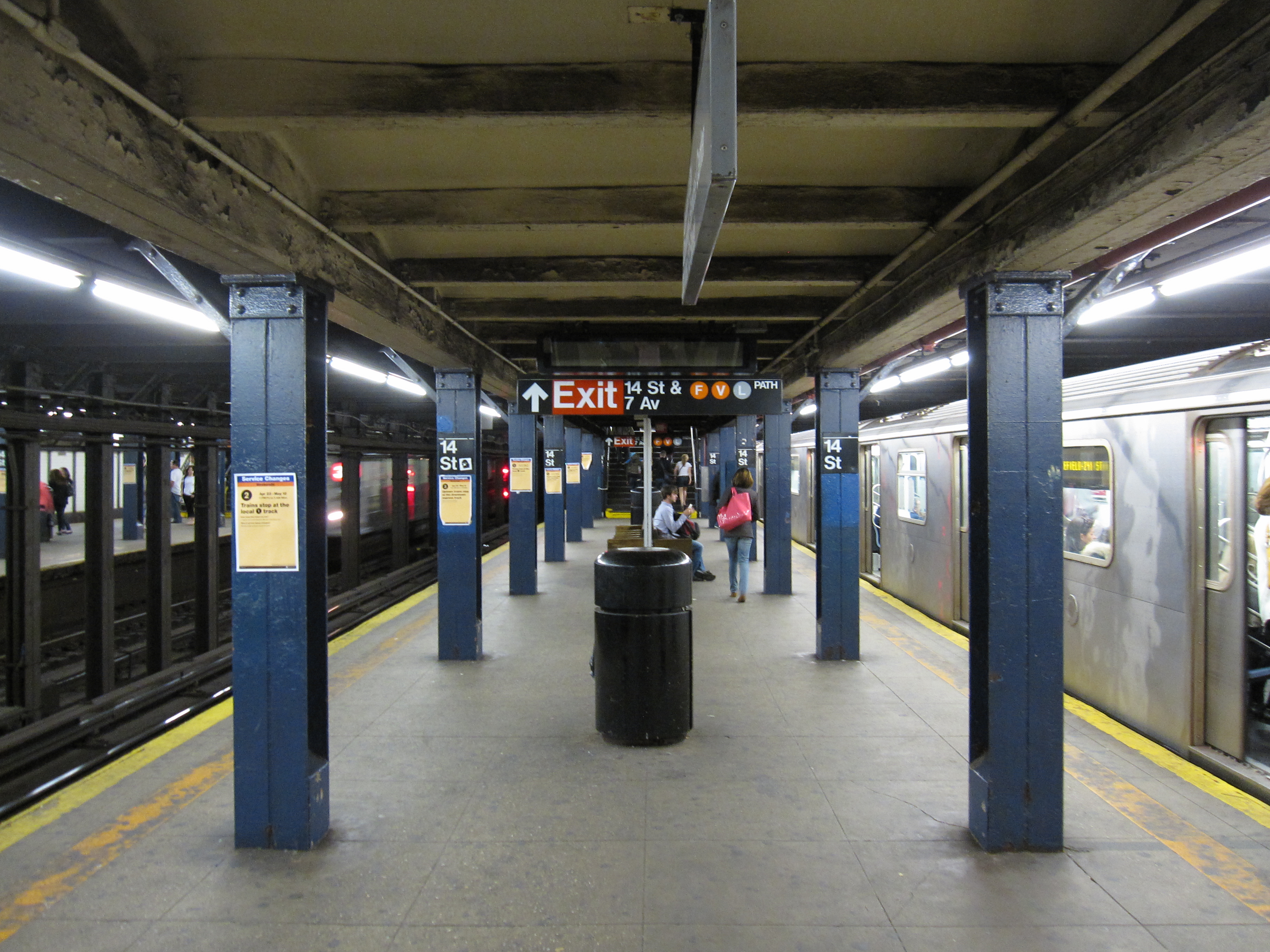
纽约地铁14街／第六大道车站（浅层列柱车站）

浅层列柱车站是地铁车站的一种结构形式，其特点是地下空间内有丰富的辅助支护结构。 大多数设计采用与车站长轴线平行排列的金属柱或钢筋混凝土柱。
这种车站的站台可以有单列双跨、双列三跨、多列多跨等多种形式。在俄罗斯，典型的浅柱式站台是三跨，由钢筋混凝土建造，长102-164米，柱间距为4-6米。 除了这种典型的建造形式，还有一些站台的结构比较特殊。例如某些车站的其中一个跨可能会被单体拱顶所取代（例如萨马拉地铁的莫斯科站或新西伯利亚地铁的西伯利亞站）。有时，其中一排柱子可以替换为承重墙。莫斯科地铁卡希拉站采用双厅单跨结构，这种结构可以便于同台换乘。 一些最近建造的车站，有的会使用一体的钢筋混凝土结构来替代拼装结构，例如喀山地铁的托哈依廣場站。
典型的浅层列柱车站在站台的两端尽头都有两个站厅，大多数情况下，这两个站厅会与街道下的地下通道相连。也有许多浅层列柱车站会在站台上方修建一个整体式站厅或用通道把两个端厅相连，这样乘客无论从站台上的哪个楼梯上楼都可以前往所有的出口，如天津地铁小白楼站。
对于许多俄罗斯以外的地铁系统，如纽约、柏林等地，典型的柱状车站是带有金属柱的两跨车站。在芝加哥，芝加哥地铁所有采用岛式站台的地下车站都是三跨结构。在北京，早期在北京地铁一期工程修建的车站，除去修建在深山中的战备车站，大多数都是浅层列柱车站。

### 深层列柱车站

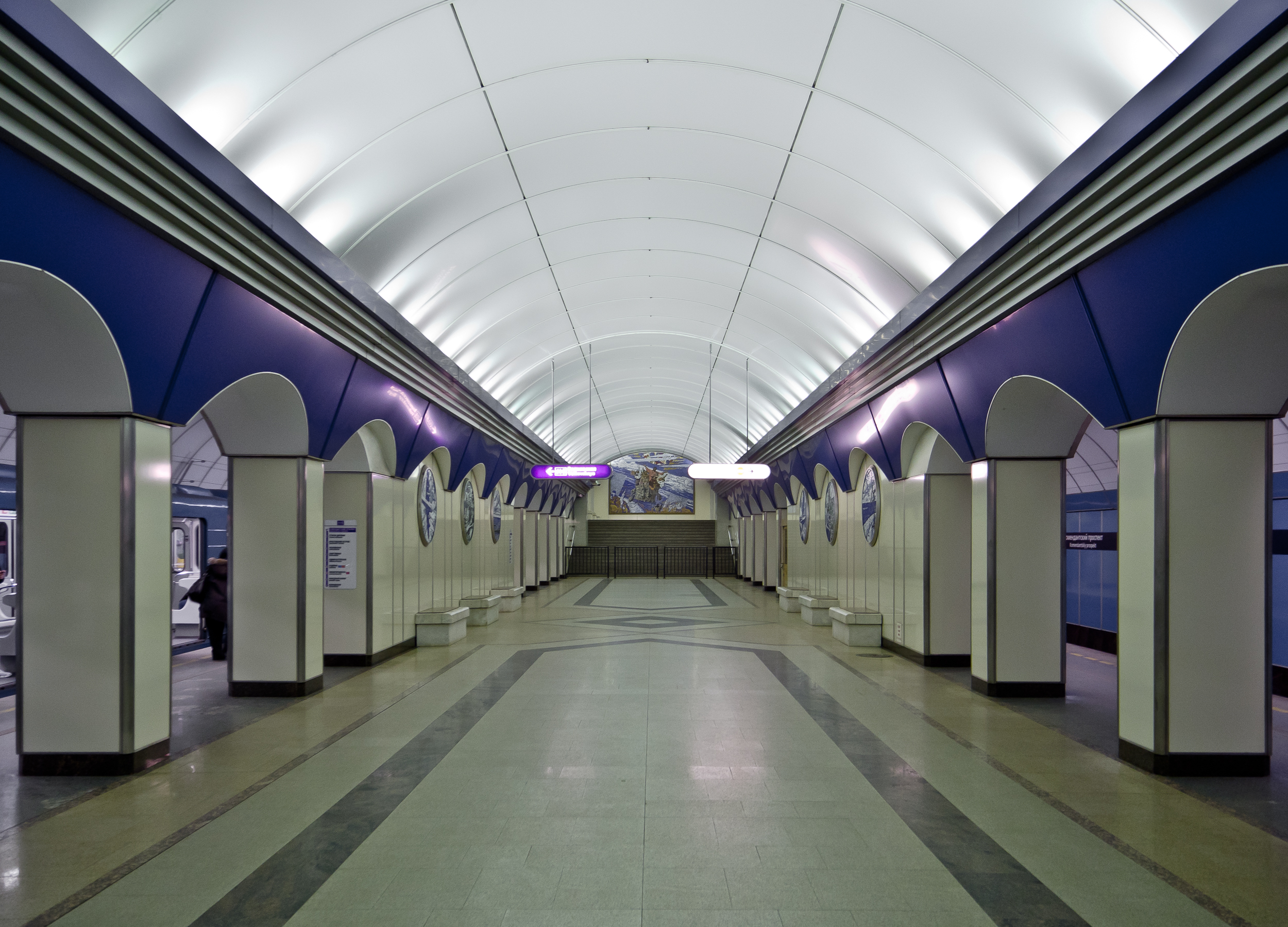
圣彼得堡地铁总督大道站（深层列柱车站）

深层列柱车站是由中央大厅和两侧站厅组成的一种地铁车站形式，两侧大厅由立柱之间的环形通道连接。根据车站的类型不同，这些环透过“楔形拱门”或檩条将荷载传递给柱子，形成“柱-檩条复合体”。
和外挂梁车站相比，深层列柱车站的站厅之间的连接会宽阔很多。
世界上第一座深层列柱车站是1938年在莫斯科启用的马雅科夫斯基站 。
莫斯科地铁中约一半的车站都是浅埋的，它们建于20世纪60年代和70年代，但是在圣彼得堡，由于市中心建筑密集以及恶劣的土质条件，所以没有条件修建浅埋车站。圣彼得堡地铁总共只有5个浅埋站，其中3个是列柱设计，它们分别是：阿夫托沃站、列宁大道站和老将大道站。其中阿夫托沃站的设计不太典型，因为它被埋在很深的地方，而且只和一个位于地面的站厅相连。

### 外挂梁车站

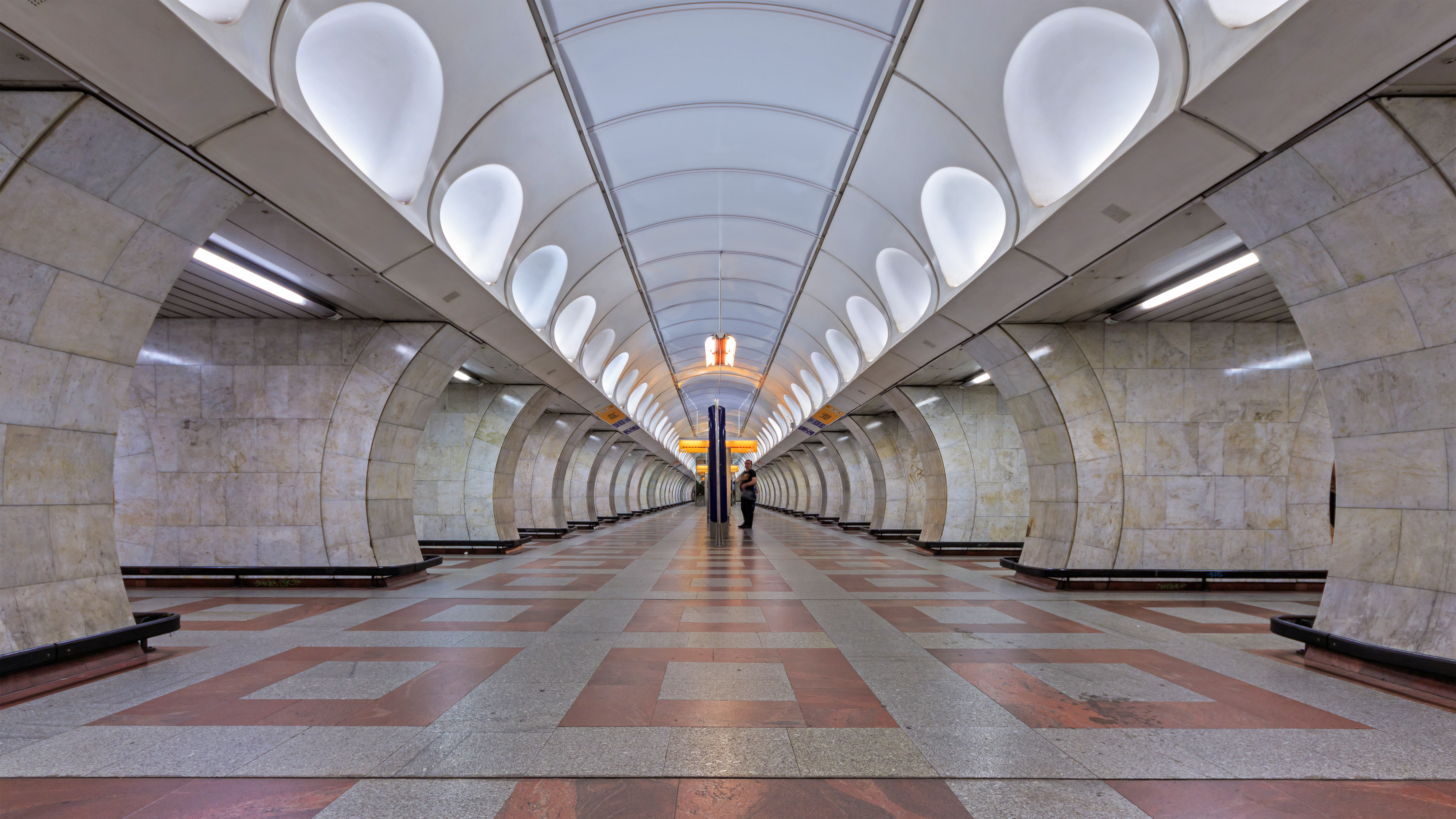
布拉格地铁天使站站台中央（外挂梁车站）

外挂梁车站是深埋地铁车站的一种类型。 外挂梁车站与其他类型的车站区别的特征是站台中央与车站轨行区的划分方式。
外挂梁车站的站台由三个独立的厅组成，厅与厅之间由一排塔柱隔开，塔柱之间有过道。每个厅的独立性使得中厅和侧厅的建筑形式得以区分。在前苏联国家中，这种结构多见于在20世纪60年代修建的车站，由于当时实施的计划经济政策，这些车站站台侧厅和轨行区侧墙的修建质量明显比中厅要差。
在地质条件较困难的情况下，建设外挂梁车站较为可取，因为外挂梁车站能够较好地抵抗上层地面的压力。然而，由于这种结构限制了连接通道的宽度，从而会导致降低站厅和站台之间的通行效率。
外挂梁车站是世界上最早的深层地下车站类型。这种车站结构有一个变种，被称作“伦敦式车站”。在这样的车站中，站台中厅被缩小到车站前厅的大小，连接斜向通道或电梯。在某些情况下，中厅也会修建自动扶梯。在前苏联国家，目前只有一座车站采用此种结构，它是基辅地铁的兵工厂站。在莫斯科，有的车站曾经采用了这种结构，但是在后来被重建，它们是索科利尼基线的清塘站和卢比扬卡站（现在为一般的外挂梁车站）以及莫斯科河畔线的帕维列茨站（现在为列柱车站）。
在莫斯科地铁，典型的外挂梁车站有基辅站、阿尔巴特-波克罗夫卡线的斯摩棱斯克站和 十月站等。
在圣彼得堡地铁，外挂梁车站包括列宁广场站、普希金站、纳尔瓦站、高尔基站和莫斯科门站等。

### 分离式站台车站

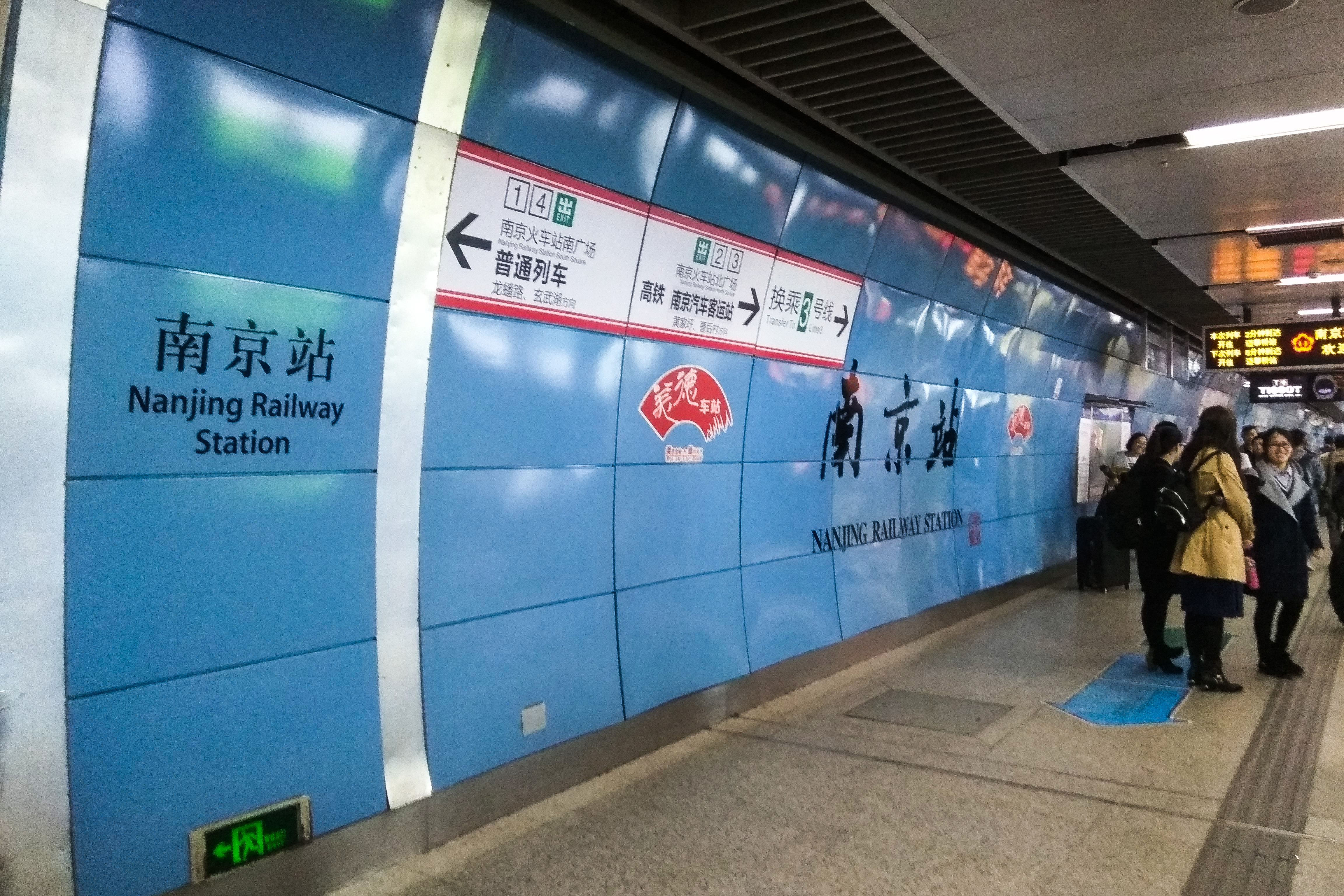
南京地鐵南京站（分离式站台车站）

分离式站台车站，是特殊的地铁车站构造，特征是轨道隧道与站厅结构分离，各站台和站厅由联络通道连接。“单侧式”为一站台与单向轨道，“叠式”指上下两层（区隔行车方向不同的两条单向轨道）；采用此方式在于钻挖式隧道（潜盾隧道）工法被局限于如仅15米宽的道路下方，以避免伤害道路两侧连续而又密集的建筑物之地基设施。
分离式站台的出现，一般源于地理所限，影响隧道设计而衍生出来，要么是为了避开构筑物地基，要么是为了避免开挖路面。

在中國大陆，很多地鐵路線都是沿著公路建造，而普遍公路上面都有立交橋跨越。立交橋的立柱會阻礙路面的大規模開挖，因此無法建造車站大堂與月台合成一體的車站。解決方法是各軌道隧道和車站大堂分別在立交橋立柱兩旁興建，再在立柱之間挖通道接駁各軌道隧道和車站大堂。應用例子有北京地鐵10號線團結湖站至國貿站段，原因是要避過東三環路立交橋的橋樁；北京地鐵4號線人民大學站則為了避開北三環西路四通橋的橋樁而採用分離式月台。
此外，如果軌道隧道是分別建在兩條平行的馬路下，聯絡通道就要建在橫街下。應用例子有港鐵北角站，它是港島綫及將軍澳綫的跨月台轉車站，兩綫的月台分別在英皇道和丹拿道地底，由數條通道聯繫。

地鐵通常為了避開建築物的樁基礎而在馬路下面興建。然而，在交通極度繁忙的馬路不適宜用明挖回填方式來興建地鐵。雖然軌道隧道可以深層挖掘，但地鐵車站需要大量空間來施工。解決方法是在馬路旁邊開闢空地（通常是拆卸舊樓得來），在空地挖出大洞，再挖掘通道連接到馬路下的軌道隧道，大洞會修築成地底車站大堂。應用例子有廣州地鐵5號線小北站、西村站；港鐵港島綫大部分路段是深層鑽挖興建，所以多個地底車站都是分離式月台。

### 单拱门车站

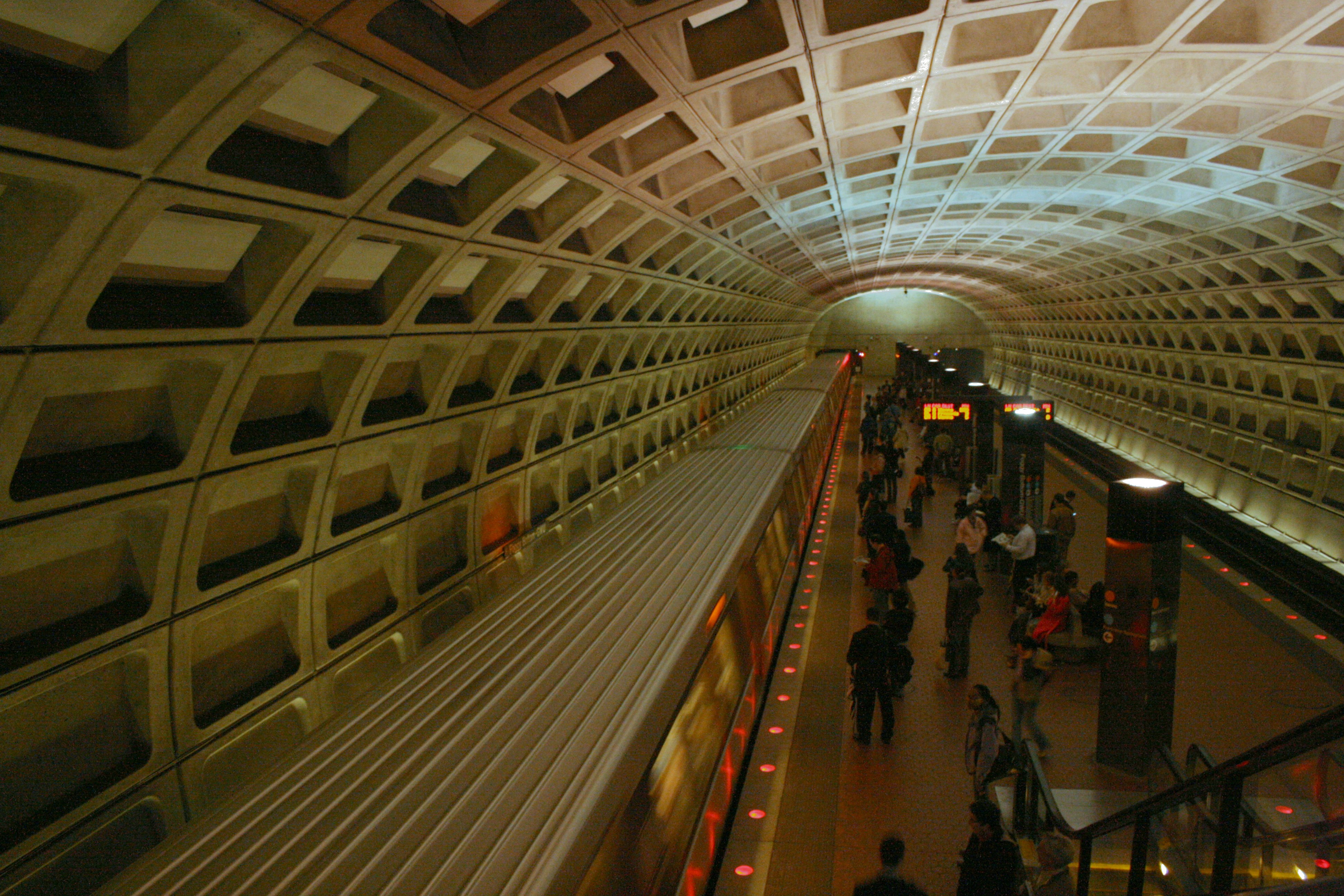
华盛顿地铁雾谷-乔治·华盛顿大学站（浅层单拱门车站）

单拱门车站由一个宽而高的单拱形地下大厅组成，因上方仅有一个整体式的拱形结构而得名。1975年，苏联首次在列宁格勒建成浅层单拱门车站，它们分别是综合技术站和奋勇广场站。同样是在20世纪90年代圣彼得堡，俄罗斯建造了第一个也是目前为止唯一的双层结构的单拱门换乘车站：运动站。
在莫斯科地铁中，除了几个浅埋的单拱门车站外，只有季米里亚泽夫站这一个深层单拱门车站。下诺夫哥罗德地铁有4个深层单拱门车站，分别是文化公园站、列寧站、契卡洛夫站和卡納芬站。而圣彼得堡地铁的单拱门车站都位于地下深处，比如湖区站、黑溪站、奥布霍沃站和契卡洛夫站等。华盛顿地铁系统的大部分地下车站都采用单拱门设计，蒙特利尔地铁的所有非换乘车站也是如此设计。在布拉格地铁系统中，有两座车站都采用了单拱门结构，它们分别是科比利希站和佩特任尼站。

## 建筑设计

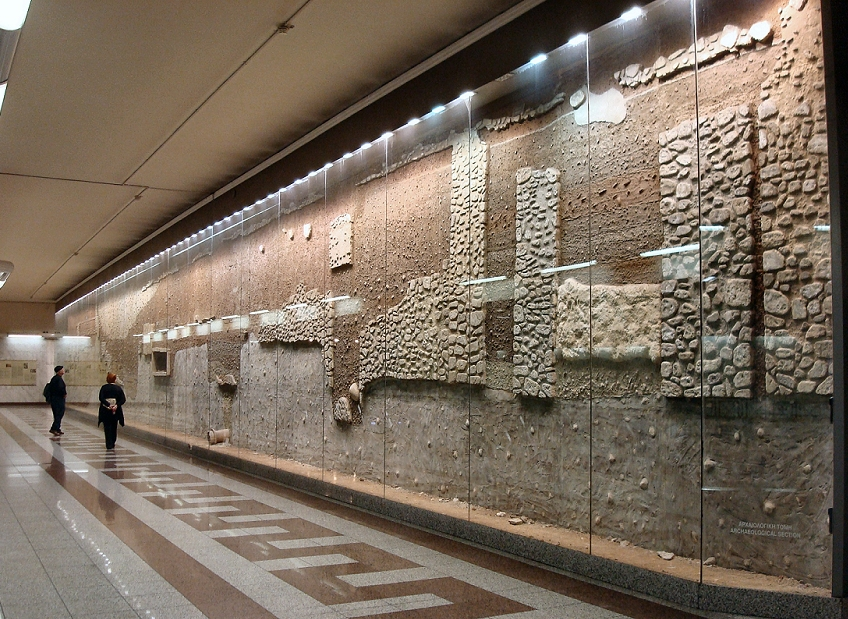
建設時發現的考古文物，雅典地鐵憲法站

地铁站的建筑设计通常比火车站和汽车站更具特色，有些站点会有独一无二的标志性设计，有些车站则带有雕塑或壁画。例如，伦敦地铁贝克街站装饰着描绘夏洛克·福尔摩斯的瓷砖。巴黎地铁协和站的隧道装饰着拼写为人权和公民权宣言的瓷砖。西班牙巴伦西亚的每个地铁站的售票大厅都有一个不同的雕塑。阿拉梅达车站用白色瓷砖碎片装饰，与艺术科学城的主流风格保持一致。北京地铁8号线位于市中心的车站都装饰着传统的中国文化元素，而奥林匹克公园地下的车站则为奥运风格。泰恩-威尔地铁在纽卡斯尔联队主场圣詹姆斯公园球场下的车站上装饰着著名的黑白条纹。洛杉矶的红线和紫线地铁的每一个车站的壁画、瓷砖艺术品和雕塑长椅都是用不同的艺术品和装饰方案建造的。墨西哥城地铁的每个车站除了站名外，还有一个独一无二的标识，因为在设计这个系统的时候，这个城市的文盲率很高。
一些地铁系统，如那不勒斯、斯德哥尔摩、莫斯科、圣彼得堡、塔什干、基辅、蒙特利尔、里斯本、高雄和布拉格，以其美丽的建筑和公共艺术而闻名。巴黎地铁以其新艺术风格的车站入口而闻名，而雅典地铁则以其在建设过程中发现的考古遗迹而闻名。
然而，地铁设计师并不总是努力让所有车站都具有艺术独特性。诺曼·福斯特设计的西班牙毕尔巴鄂地铁系统在每个车站都采用了相同的现代建筑，使旅客更容易认路，尽管有些人可能认为这付出了牺牲个性的代价。
地铁站通常装有醒目的海报和广告灯箱，在人们等待的地方尤为密集，广告位为地铁运营商提供了更多收入来源。

## 车站之最
世界上现存最古老的地铁站是英国伦敦地铁的贝克街站，于1863年开通。
世界上最大、最复杂的地铁站是法国巴黎的沙特雷-大堂站，该站拥有20座站台，服务8条（3条法兰西岛大区快铁线路和5条巴黎地铁线路）线路。
世界上距离地面位置最高的地铁站是重庆轨道交通的化龙桥站，位于地上48米处。
世界上最深的地铁站是位于重庆的红岩村站。该站的9号线部分的车站中心里程处轨面埋深106米，最深处约116米。
世界上最北端的地铁站是芬兰赫尔辛基地铁的梅伦迈基站，位于60°14′21″N 25°6′39″E / 60.23917°N 25.11083°E。
世界上最西端的地铁站是温哥华架空列车的温哥华国际机场站，位于49°11′39″N 123°10′42″W / 49.19417°N 123.17833°W。
世界上最南端的地铁站是位于阿根廷的布宜诺斯艾利斯地铁的比雷耶斯广场站，位于34°38′34.9″S 58°27′41.8″W / 34.643028°S 58.461611°W。
世界上最东端的地铁站是悉尼地鐵西北及班克斯镇線的車士活站，位于33°47′50″S 151°10′51″E / 33.797324°S 151.180887°E。
亚特兰大地铁的市民中心站是世界上唯一一个横跨高速公路的高架地铁站。
世界上海拔最高的地鐵是墨西哥城地鐵。

## 外部連結
- UrbanRail.Net （页面存档备份，存于） —— 世界各地地鐵系統一覽表。示意圖，各站營運日期。
- Metro Bits （页面存档备份，存于） —— 世界各地地铁系统车站内的艺术品和建筑设计图册。